# Roland Freisler
Roland Freisler, född 30 oktober 1893 i Celle, död 3 februari 1945 i Berlin, var en tysk domare och ordförande för Volksgerichtshof 1942–1945. Freisler var i Nazityskland ansvarig för tusentals dödsdomar och domare i skenrättegångar, bland annat mot motståndsgruppen Vita rosen och i processen mot 20 juli-gruppen. Freisler var Brigadeführer i Nationalsozialistisches Kraftfahrkorps (NSKK).

## Biografi
Freisler började studera juridik vid Kiels universitet men när första världskriget utbröt 1914 tog han värvning och skickades till östfronten, där han förärades Järnkorset, men blev tillfångatagen av ryssarna. 
Efter kriget slutförde han sina studier och avlade juris doktorsexamen. Han flyttade till Berlin 1923 och började som praktiserande jurist. År 1925 inträdde han i Nationalsocialistiska tyska arbetarepartiet (NSDAP). Den 24 mars 1928 gifte han sig med Marion Russegger. 
Under andra världskriget var Freisler beryktad för den folkdomstol han ledde, för sin summariska syn på rättegångarnas funktion och de kränkningar i ord och handling han utsatte de åtalade för. Han kunde exempelvis neka en åtalad att bära livrem för att under rättegången håna denne när byxorna hasade ner. Han avkunnade domarna vid bland annat rättegången mot Vita Rosens medlemmar 1943, warszawasvenskarna samma år samt motståndsmännen från 20 juli-attentatet 1944. Freisler var också en av deltagarna i den så kallade Wannseekonferensen, som hölls i januari 1942. Freisler avkunnade över 3 000 dödsdomar under tiden han var president i Volksgerichtshof 1942–1945, varav de flesta var politiska motståndare som ville avsätta Adolf Hitler och avsluta kriget. De vanligaste avrättningsmetoderna var hängning eller giljotin. Zetterström anger antalet avrättade till 2295 personer – delvis beroende av att Gestapoprotokoll i Stasis ägo först blivit tillgängliga efter murens fall, vilket dock inte på något sätt förminskar brottens art.
Roland Freisler dödades då de allierade under en bombräd träffade domstolsbyggnaden. Han är begravd i sin hustrus familjegrav på Waldfriedhof Dahlem. Hans namn är inte nämnt på gravstenen.

## Populärkultur
- I filmen Konspirationen från 2001 porträtteras Roland Freisler av Owen Teale.
- Freisler spelas av André Hennicke i filmen Sophie Scholl – De sista dagarna från 2005.